# رقيب (بحرية)
رقيب ( PO ) هو ضابط صف في العديد من القوات البحرية ويعطى رتبة الناتو OR-5. في العديد من الدول، عادة ما تساوي رتبة عريف أو رقيب بالمقارنة مع فروع عسكرية أخرى. غالبًا ما يكونون أعلى من رتبة بحار، وتعتبر عموما من الرتب الدنيا في البحرية.

### الولايات المتحدة الأمريكية

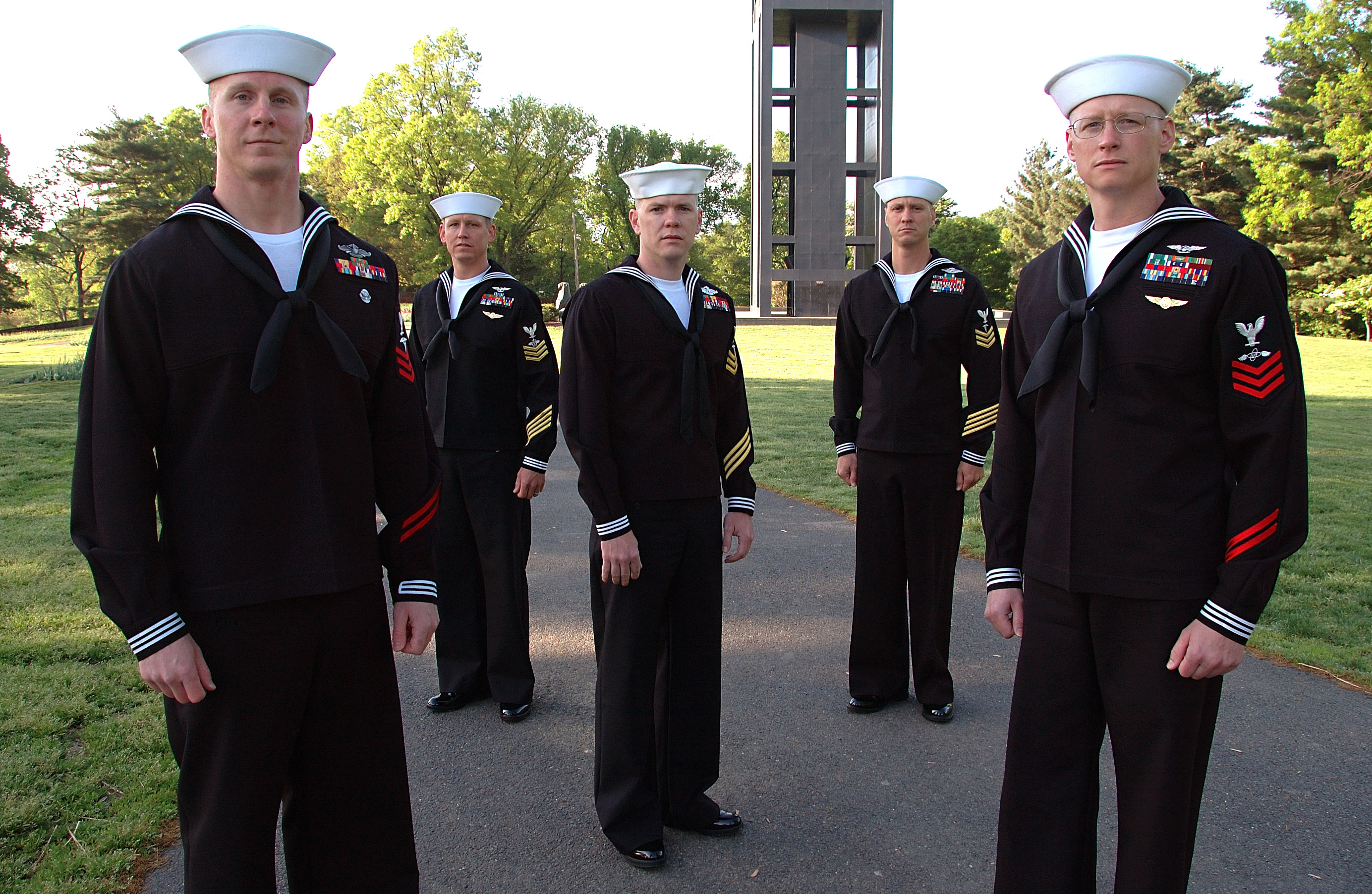
خمسة من ضباط البحرية التابعين للولايات المتحدة يرتدون الزي العسكري.

## الاستخدام في القوات البحرية

### البلدان غير الناطقة بالإنجليزية
في بعض البلدان، يتم استخدام المصطلح نفسه لرتب ضابط الصف (NCO) في القوات البرية، مثل "suboficial" في بعض البلدان الناطقة بالإسبانية. المعادل الروسي هو Glavny Starshina.